# Платинаорганические соединения
Платинаоргани́ческие соедине́ния — класс химических соединений, содержащих в молекуле связь атома платины с атомом углерода. Часто содержат связанные с платиной группы X (X — галоген, амин, фосфин и другие). Углерод представлен лигандами (алкилы, арилы, алкены, алкины и другие).
Известны соединения Pt(0), Pt(II) и Pt(IV). 
Характерные реакции — обмен лигандов, присоединение различных молекул по связи PtC. 
Применяются в качестве катализаторов гидрирования, дегидрирования и изомеризации олефинов, как эмиссионные материалы в органических светоизлучающих диодах.